# Станчики (Ляховичский район)
Станчики (бел. Станчыкі́; до 6 марта 2024 года — Станчаки) — деревня в Ляховичском районе Брестской области Республики Беларусь. В составе Новосёлковского сельсовета.

## География
Ближайшие населённые пункты Новосёлки, Прончаки и др.

### Гидрография
На окраине деревни протекает река Ведьма.

## История
В 1909 году в Даревской волости Новогрудского уезда Минской губернии.
6 марта 2024 года деревня Станчаки переименована в деревню Станчики́ (бел. Станчыкі́).

## Население

### Численность
- 2019 год — 4 жителя

### Динамика
- 1909 год — 149 жителей, 22 двора[3]
- 2009 год — 20 жителей (перепись населения)[3]
- 2019 год — 4 жителя (перепись населения)

## Улицы
- Полевая

## Ссылка
- Ляховичский райисполком.